# 2575 Bulgaria
Bulgaria (asteroide 2575), designação provisória 1970 PL, é um asteroide da cintura principal, de aproximadamente 7 quilômetros de diâmetro, a 1,9654753 UA. Foi descoberto em 4 de agosto de 1970 pela astrônoma russa Tamara Smirnova no Observatório Astrofísico da Crimeia, em Nauchnyj, península da Crimeia. Seu nome é uma referência ao país Bulgária.

## Órbita
Possui uma excentricidade de 0,1227849 e um período orbital de 1 225 dias (3,36 anos). Bulgaria tem uma velocidade orbital média de 19,89811848 km/s e uma inclinação de 4,67898º.